# 西村剛
西村 剛（にしむら たけし、1975年 - ）は、日本の生物学者（霊長類学）。学位は博士（理学）（京都大学・2003年）。京都大学霊長類研究所准教授。
独立行政法人日本学術振興会特別研究員などを歴任した。

## 概要
兵庫県出身の霊長類学を専攻する生物学者である。サル目の音声や呼吸についての研究が知られており、それらを通じて音声言語や出アフリカといったヒトの進化の過程を明らかにしようと試みている。日本学術振興会の特別研究員を経て、京都大学の霊長類研究所に常勤で勤務し、研究に従事した。また、イグノーベル賞を受賞したことでも知られている。

## 来歴

### 生い立ち
1975年（昭和50年）、兵庫県神戸市にて生まれた。三田学園高等学校を経て、京都大学に進学し、理学部の理学科にて学んだ。1998年（平成10年）、京都大学を卒業した。それにともない、学士（理学）の学位を取得した。さらに京都大学の大学院に進学し、理学研究科の生物科学専攻にて学んだ。大学院における修士課程を修了し、修士（理学）の学位を取得した。なお、大学院在学中に「Studies on the ontogenetic changes in the shape of the vocal tract in chimpanzees」と題した博士論文を執筆した。2003年（平成15年）、京都大学の大学院における博士後期課程を修了した。それにともない、同年3月24日付で博士（理学）の学位を取得した。

### 生物学者として
大学院修了後、母校である京都大学で勤務することになり、2003年（平成15年）4月1日から2004年（平成16年）3月31日まで霊長類研究所の21世紀COE研究員を非常勤で務めた。また、第三セクターである国際電気通信基礎技術研究所においても、2003年（平成15年）8月1日から同年9月30日まで研究員を非常勤で務めた。その後、2004年（平成16年）4月1日から2007年（平成19年）3月31日にかけて、独立行政法人である日本学術振興会の特別研究員に選任されており、京都大学にて大学院の理学研究科で研究に従事した。
2007年（平成19年）4月1日、京都大学に採用され、霊長類研究所の准教授を常勤で務めることになった。霊長類研究所においては、進化系統研究部門に所属した。なお、京都大学の大学院においては、理学研究科の生物科学専攻の講義を担当し、霊長類学講座を受け持った。その傍ら、他の教育・研究機関の役職も兼任していた。ウィーン大学においては、2013年（平成25年）10月1日から2014年（平成26年）9月30日まで認知生物学部の客員研究員を兼任した。その間、オーストリア共和国に滞在し、「サル類における発声機構に関する実験的研究」について研究した。

## 研究
専門は生物学であり、特に霊長類学といった分野の研究に従事した。たとえば、サル目の音声について、その生成に関する研究に取り組んだ。また、比較形態学や古生物学の視点から、サル目の骨格についての研究に取り組んだ。さらに、工学の視点から、ヒトを含むサル目の鼻腔の機能について研究した。具体的には、コンピュータ断層撮影や核磁気共鳴画像法といった医用画像処理を活用して、サル目の音声の生成や鼻腔の機能に関するメカニズムを研究することで、ヒトの口語の進化やヒト属の鼻の進化について解き明かそうと試みていた。また、化石の発掘調査やコンピュータ断層撮影による分析を通じて、オナガザル科の進化の過程を解明しようと試みていた。加えて、サル目をはじめとする哺乳綱の骨格画像のデータベースを構築する取り組みに携わっていた。
学術雑誌『Primates』に発表した論文「Comparative morphology of the hyo-laryngeal complex in anthropoids -- Two steps in the evolution of the descent of the larynx」と『米国科学アカデミー紀要』に発表した論文「Descent of the larynx in the chimpanzee infants」が評価され、2004年（平成16年）7月3日に日本霊長類学会から高島賞が授与されている。また、学術雑誌『Anthropological Science』に発表した論文「Nasal architecture in Procynocephalus wimani (Early Pleistocene, China) and implications for its phyletic relationship with Paradolichopithecus」が評価され、2015年（平成27年）10月11日に日本人類学会からAnthropological Science論文奨励賞が授与されている。なお、学術雑誌『Journal of Experimental Biology』にてステファン・レバーらとともに発表した論文「Chinese alligator in heliox -- formant frequencies in a crocodilian」により、2020年（令和2年）9月にイグ・ノーベル賞の「音響学賞」を授与されている。
学術団体としては、日本霊長類学会、日本人類学会、日本進化学会、米国自然人類学会、国際霊長類学会、などに所属した。

## 略歴
- 1975年 - 兵庫県神戸市にて誕生[1]。
- 1998年 - 京都大学理学部卒業[1]。
- 2003年 - 京都大学大学院理学研究科博士後期課程修了[1]。
- 2003年 - 京都大学霊長類研究所21世紀COE研究員[1][2]。
- 2003年 - 国際電気通信基礎技術研究所研究員[2]。
- 2004年 - 日本学術振興会特別研究員[1][2]。
- 2007年 - 京都大学霊長類研究所准教授[1][2]。
- 2013年 - ウィーン大学認知生物学部客員研究員[1][2]。

## 賞歴
- 2004年 - 高島賞[1][2]。
- 2015年 - Anthropological Science論文奨励賞[1][2]。
- 2020年 - イグ・ノーベル音響学賞[3]。

## 著作

### 寄稿、分担執筆、等
- 木村賛編著『歩行の進化と老化』てらぺいあ、2002年。ISBN 4886991092
- 石田英實・中務真人・荻原直道編『人類学と霊長類学の新展開』金星舎、2002年。ISBN 4990125304
- 友永雅己・田中正之・松沢哲郎編著『チンパンジーの認知と行動の発達』京都大学学術出版会、2003年。ISBN 4876986118
- Cognitive Development in Chimpanzees, Tetsuro Matsuzawa, Masaki Tomonaga and Masayuki Tanaka (ed.), Springer, 2006. ISBN 9784431302469
- The Origins of Language, Nobuo Masataka (ed.), Springer, 2008. ISBN 9784431791010
- 京都大学霊長類研究所編著『新しい霊長類学――人を深く知るための100問100答』講談社、2009年。ISBN 9784062576512
- 中島平三監修『言語と生物学』朝倉書店、2010年。ISBN 9784254515640
- 石川統ほか編『生物学辞典』東京化学同人、2010年。ISBN 9784807907359
- 京都大学霊長類研究所編『新・霊長類学のすすめ』丸善、2012年。ISBN 9784621085332
- 上田恵介編集代表『行動生物学辞典』東京化学同人、2013年。ISBN 9784807908370
- 京都大学霊長類研究所編『世界で一番美しいサルの図鑑』エクスナレッジ、2017年。ISBN 9784767824024